# Kornel
Kornel, Korneliusz, Korneli – imię męskie pochodzenia łacińskiego, wywodzące się od nazwiska rzymskiego rodu Cornelii (Korneliuszy, por. Korneliusze Cynna). Istnieją różne hipotezy pochodzenia wspomnianej nazwy rodowej; wywodzi się ją bądź to ze słowa cornu („róg”), bądź to cornus („dereń”), bądź to od nazwy pola Corne w Tusculum. W dawnej Polsce zapisywane od 1402 w łac. formie Cornelius oraz od 1412 roku w formach pochodnych Kornosz, Kornasz, Korna (masc.), Kornosza (masc.), Kornoszek i ze zdrobnieniami Nela (masc.), Nelka (masc.), Nelko.
W ciągu ostatnich kilku lat imię to, zarówno w formie Kornel, jak i Korneliusz, jest coraz częściej nadawane.
Żeńskim odpowiednikiem jest Kornelia.

## Kornel, Korneliusz, Korneliimieninyobchodzi
- 2 lutego, jako wspomnienie św. Korneliusza, centuriona[6]
- 9 lipca, jako wspomnienie św. Korneliusza Wijka[7]
- 16 września, jako wspomnienie papieża Korneliusza (przesunięte z 14 września)[7]

## Odpowiedniki w innych językach
- łacina – Cornelius
- język angielski – Cornelius, Cornel
- język francuski – Corneille
- język hiszpański – Cornelio
- język niemiecki – Kornelius, Cornelius
- język rosyjski – Корней, Корнелий
- język włoski – Cornelio

## Znane osoby noszące imię Kornel, Korneliusz, Korneli
- Korneliusz Pskowsko-Pieczerski – święty Kościoła prawosławnego
- Cornelis van der Aa – holenderski pisarz, historyk i księgarz
- Korneliusz Bahrynowski – księgarz, uczestnik rosyjskiego ruchu rewolucyjnego
- Cornelis Bega – holenderski malarz, rysownik i akwaforcista
- Cornelis Berkhouwer – holenderski polityk liberalny

- Cornelis Calkoen – holenderski dyplomata i mecenas sztuki
- Cornell Capa – amerykański fotoreporter pochodzenia węgierskiego
- Cornelius Castoriadis – francuski filozof i psychoanalityk pochodzenia greckiego
- Corneliu Zelea Codreanu – rumuński polityk
- Korniej Czukowski – rosyjski pisarz, teoretyk i historyk literatury, krytyk literacki i tłumacz
- Cornel Dinu – rumuński piłkarz
- Cornelis Dusart – holenderski malarz, grafik i kolekcjoner okresu baroku
- Cornelis Evertsen młodszy – admirał holenderski
- Cornelis Evertsen starszy – admirał holenderski
- Cornelio Fabro – włoski filozof i teolog
- Kornel Filipowicz – prozaik
- Korneliusz Gallus – przyjaciel Oktawiana Augusta, dowódca legionów z Cyrenajki
- Cornelis Gijsbrechts – flamandzki malarz okresu baroku
- Cornelis van Geelkerken – holenderski polityk
- Kornel Gibiński – polski lekarz
- Cornell Glen – piłkarz podchodzący z Trynidadu i Tobago
- Cornelis van Haarlem – holenderski malarz i rysownik
- Kornél Havasi – węgierski szachista, złoty medalista olimpijski
- Cornelis de Heem – holenderski malarz barokowy
- Corneille Heymans – belgijski fizjolog i farmakolog, laureat Nagrody Nobla
- Cornelis Hop – holenderski dyplomata
- Cornelis Johannes van Houten – holenderski astronom
- Cornelis de Houtman – holenderski żeglarz i odkrywca
- Cornelius Jansen – teolog, twórca jansenizmu, biskup Ypres
- Korneliusz Jemioł – paulin, przeor klaszoru Jasna Góra od 1 sierpnia 1957 do 23 marca 1959
- Cornelius Johnson – amerykański lekkoatleta
- Cornelius Kolig – austriacki malarz, rzeźbiarz, twórca instalacji, filmów i kompozytor
- Kornel Kozłowski – polski etnograf i historyk
- Kornel Krzeczunowicz – podpułkownik Wojska Polskiego, pisarz emigracyjny i ziemianin
- Cornelius Lanczos – węgierski matematyk i fizyk
- Cornelius Leary – amerykański prawnik i polityk
- Cornelis Lely – holenderski inżynier i polityk
- Corneille de Lyon – malarz francuski pochodzenia niderlandzkiego
- Kornel Makuszyński – pisarz
- Cornelis de Man – holenderski malarz i rysownik okresu baroku
- Cornel Medrea – rumuński rzeźbiarz
- Kornel Michejda – polski chirurg, profesor na uniwersytecie w Wilnie (1922–1939)
- Kornel Morawiecki – założyciel i przewodniczący Solidarności Walczącej
- Korneliusz Nepos (ok. 100–24 p.n.e.) – rzymski historyk i biograf
- Korneliusz Pacuda – polski dziennikarz i krytyk muzyczny
- Korneliusz Palma – wódz i polityk rzymski z okresu panowania cesarza Trajana
- Corneliu Papură – piłkarz rumuński
- Cornelius Pinus – malarz rzymski żyjący w czasach Wespazjana
- Cornelis van Poelenburgh – holenderski malarz barokowy
- Cornelius Roosevelt – amerykański przedsiębiorca
- Cornelius Ryan – amerykański dziennikarz i jeden z najwybitniejszych twórców reportażu historycznego
- Kornel Saláta – piłkarz słowacki
- Cornelis Schut – flamandzki malarz barokowy
- Cornelis Schuyt – kompozytor i organista niderlandzki
- Korneliusz Scypion – konsul rzymski
- Cornelis van Spaendonck – malarz holenderski
- Cornelis Springer – holenderski malarz miejskiej architektury
- Cornelius Steenoven – duchowny holenderski
- Kornel Stodola – słowacki taternik i narciarz
- Korneli Szlegel – polski malarz pejzażysta
- Cornelis Tromp – admirał holenderski
- Corneliu Vadim Tudor – rumuński dziennikarz i polityk
- Cornelius Udebuluzor – nigeryjski piłkarz
- Kornel Ujejski – poeta, publicysta
- Cornelius Vanderbilt – amerykański przedsiębiorca
- Cornelis Vroom – holenderski malarz barokowy
- Cornelis de Vos – flamandzki malarz i rysownik
- Cornelius Warmerdam – amerykański lekkoatleta
- Kornel Wilczek – polski malarz sztalugowy
- Cornel Wilde – amerykański aktor i reżyser
- Heinrich Cornelius Agrippa – mag, okultysta, astrolog, alchemik i filozof, legendarny
- Cornelius Johannes Barchman Wuytiers – duchowny holenderski
- Cornelio Bentivoglio – hiszpański dyplomata pochodzenia włoskiego i włoski poeta
- Aulus Cornelius Celsus – rzymski uczony, encyklopedysta
- Lucjusz Korneliusz Cynna – polityk rzymski, jeden z przywódców popularów
- Gnaeus Cornelius Dolabella – rzymski konsul w roku 81 p.n.e.
- Gnejusz Korneliusz Lentulus Augur – rzymski polityk i senator
- Publiusz Korneliusz Lentulus Sura – polityk rzymski
- Faustus Korneliusz Sulla Feliks – potomek dyktatora Sullii
- Faustus Korneliusz Sulla Feliks (konsul 31 n.e.) – prawnuk dyktatora Sulli
- Publiusz Korneliusz Tacyt – jeden z najsłynniejszych historyków rzymskich
- Matej Kornel Hell – słowacki inżynier górniczy
- William Cornelius Van Horn – pionier kolejnictwa
- Józef Korneliusz O’Rourke – rosyjski wojskowy i polityk, dowódca wojskowy okresu wojen
- Wojciech Korneli Stattler – polski malarz
- Gerhard Cornelius van Wallrawe – architekt holenderski

## Kornel, Korneliusz, Korneli w sztuce
- Cudowna podróż Kornela Estiego – węgierski dramat z 1995 roku na podstawie opowiadania Dezsö Kosztolányiego
- Mistrz Korneliusz – opowiadanie Honoriusza Balzaka, które weszło w skład cyklu Komedia ludzka
- Piotr w domu centuriona Korneliusza – obraz Barenta Fabrycjusza

## Kornel, Korneliusz, Korneli – postacie fikcyjne
- Korneliusz Knot (Cornelius Fudge) – bohater cyklu Harry Potter, Minister Magii, a w VI tomie doradca Ministra Magii Rufusa Scrimgeoura.